# 13세 소년 (드라마)
《13세 소년》은 1982년 6월 25일에 KBS 1TV에서 방영된 6·25 특집 드라마로, 작가 선우휘의 단편 소설 《13세 소년》을 원작으로 한다.

## 줄거리
6·25 전쟁 발발할 무렵 전선에서 낙오된 채 적군의 후방에서 필사적으로 적진 돌파를 감행하는 어느 국군 낙오병의 처절한 투혼을 통해 6·25 전쟁의 생생한 기억과 교훈을 되새기게 해주는 내용을 담고 있다.

## 제작진
- 원작 : 선우휘
- 연출 : 김홍종
- 극본 : 김강윤

## 출연진
- 최호창 : 홍길 역
- 김흥기
- 김시원
- 안대용
- 김동완
- 강민호
- 이성호
- 김윤형
- 이계영
- 서영진
- 최우백
- 정해창
- 최문선
- 김윤미
- 김인문
- 이원종
- 정진
- 이영
- 전원주
- 최동균
- 박경득
- 고희준
- 고광우
- 김해권
- 맹호림
- 최승철
- 공경구
- 박정웅
- 서상익
- 임성희
- 최건호
- 김은선
- 전영미